# Idioma alto sorabo
El alto sorabo o alto sorbio (hornjoserbšćina) es una lengua minoritaria de Alemania, hablada en la histórica provincia de Alta Lusacia (en sorabo Hornja Łužica), hoy parte del land de Sajonia, en torno a las ciudades de Bautzen (Budyšin), Kamenz (Kamjenc) y Hoyerswerda (Wojerecy). 

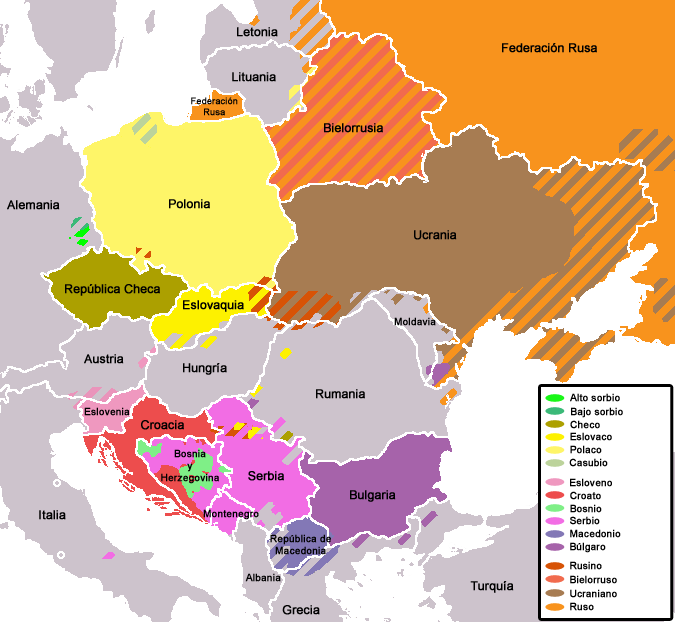
Distribución geográfica del idioma alto sorabo.

Es una de las dos variantes de las lenguas sorbias, que forman parte de las lenguas eslavas occidentales, muy parecida al checo y relacionada también con el bajo sorabo, el eslovaco, el polaco y el casubio. 
De acuerdo con datos de Ethnologue, lo hablaban 15.000 personas en 1996, de una población de unos 100.000. Se enseña en las escuelas primarias, tienen programas de radio y televisión y muchos libros, también  traducciones de la Biblia (de 1728; última traducción del Nuevo Testamento de 1966, última traducción del Antiguo Testamento de 1976).   
- Datos: Q13248
- Multimedia: Upper Sorbian pronunciation / Q13248